# ジフルオロリン酸
ジフルオロリン酸(Difluorophosphoric acid)は、化学式HPO2F2の無機化合物である。強い発煙性のある無色の液体である。熱的及び加水分解的に不安定であることもあり、あまり利用されていない。ジフルオロリン酸はガラス、繊維、金属、生体組織に対する腐食性がある。
純粋なジフルオロリン酸を合成する方法には、フッ化ホスホリルとフルオロリン酸を加熱し、蒸留で生成物を分離する方法がある。
POF
3 + H
2PO
3F → 2 HPO
2F
2
また、フッ化ホスホリルの加水分解でも得られる。
POF
3 + H
2O → HPO
2F
2 + HF
さらに加水分解すると、フルオロリン酸となる。
HPO
2F
2 + H
2O → H
2PO
3F + HF
完全に加水分解すると、リン酸となる。
H
2PO
3F + H
2O → H
3PO
4 + HF
ジフルオロリン酸の塩は、ジフルオロリン酸塩として知られる。